# Arichanna anthracia
Arichanna anthracia là một loài bướm đêm trong họ Geometridae.